# Daniel Choquet
Pour les articles homonymes, voir Choquet et Bruhat.
Daniel Choquet, né le 23 avril 1962 à Paris, est un neurobiologiste français. Il est membre de l'Académie des sciences depuis 2011.

## Biographie
Fils de la mathématicienne et physicienne Yvonne Choquet-Bruhat et du mathématicien Gustave Choquet, Daniel Choquet est aussi le petit-fils du physicien Georges Bruhat.
Il obtient son baccalauréat en 1979. De 1981 à 1984, il est étudiant à l'École centrale Paris, d'où il sort avec la mention BioIngéniérie.
En 1988, il soutient une thèse à l'université Pierre-et-Marie-Curie, option pharmacologie, sous la direction de Henri Korn, à l'Institut Pasteur, intitulée Contrôle des canaux potassium des lymphocytes par les hormones et les seconds messagers.
Recruté comme chargé de recherche au CNRS en 1988, de 1994 à 1996, il effectue un séjour post-doctoral à l'université Duke, sous la direction de Michael Patrick Sheetz. Il devient directeur de recherche au CNRS en 1997.
Depuis 1996, il développe son activité de recherche à Bordeaux au sein de laboratoires mixtes CNRS-Université de Bordeaux.
Il dirige depuis le 1er janvier 2011 le Bordeaux Imaging Center et l'Institut interdisciplinaire de neuroscience.
Il est élu à l'Académie des sciences le 30 novembre 2010.

## Travaux
Biologiste, spécialiste de l’imagerie nanoscopique et de la dynamique d’organisation des récepteurs dans les neurones, après une formation d’ingénieur à l’École centrale Paris, il décide de s’orienter vers les sciences biologiques en faisant une thèse à l’interface entre la neurobiologie et l’immunologie à l’Institut Pasteur, sous la direction d’Henri Korn.
Ses premiers travaux sur la découverte et les propriétés des canaux ioniques des lymphocytes B lui valent d’ailleurs la médaille de bronze du CNRS en 1990. Un séjour aux États-Unis entre 1994 et 1996 à l'université Duke lui permet de découvrir la capacité inattendue des cellules à réagir et s’adapter aux propriétés mécaniques de leur environnement.
Depuis son arrivée à Bordeaux en 1996, ses recherches portent sur les propriétés fondamentales de la transmission de l’influx nerveux dans le cerveau et le développement de nouvelles techniques d’imagerie nanoscopique. Elles ont permis de voir et démontrer l’existence du mouvement des récepteurs dans les neurones vivants, un grand pas dans la connaissance des synapses. Il a ainsi découvert que le mouvement des récepteurs contrôle la transmission de l’information dans le cerveau. Il s’attache aujourd’hui à comprendre le rôle du mouvement de ces récepteurs dans des maladies neurodégénératives telles que Parkinson, Alzheimer et Huntington. Il a reçu en 2004 le grand prix du CEA et en 2009 la médaille d’argent du CNRS.
Il a mis en place en 2002 une plateforme d’imagerie cellulaire, « PICIN », un des piliers du centre d’imagerie de Bordeaux, le « BIC ». Labellisé au niveau national, ce centre regroupe une quinzaine d’ingénieurs et propose une gamme de formations et de techniques depuis la microscopie électronique jusqu’à l’imagerie in vivo. Les chercheurs d’Aquitaine ont ainsi un accès unique à des techniques d’imagerie à ultra-haute résolution .
Il travaille au croisement de plusieurs disciplines. La création de l'Institut interdisciplinaire de neurosciences (IINS) au sein du Neurocampus regroupera en effet une centaine de chercheurs d’horizons très variés (chimie, biologie, informatique, physique) pour répondre au grand défi que représente la compréhension du fonctionnement du cerveau,.

## Distinctions
- 1990 : médaille de bronze du CNRS
- 1994 : prix de la Société de secours des amis de la science
- 1994 : prix Petit-Dormoy de l'Académie des sciences
- 1997 : prix de la recherche de la Fondation pour la recherche médicale
- 2004 : grand prix de l'Académie des sciences, prix du CEA[8]
- 2006 : labellisé équipe FRM par la Fondation pour la recherche médicale
- 2007 : lauréat de la Bauer Lectureship award, université Brandeis
- 2008 : lauréat d'une subvention ERC Advanced Research Grant de la Commission européenne
- 2009 : médaille d'argent du CNRS[9]
- 2009 : nommé auteur de l'article de l'année 2008 par la Société française des neurosciences
- 2010 : élu membre de l'Académie des sciences, section biologie intégrative
- 2011 : lauréat des Victoires de la médecine 2011[10]
- 2012 : nommé chevalier de l'ordre des Palmes académiques
- 2013 : lauréat d'une subvention ERC Advanced Research Grant de la Commission européenne
- 2014 : élu membre de l'Organisation européenne de biologie moléculaire (EMBO)
- 2015 : élu membre de l'Académie Européenne
- 2016 : nommé chevalier de l'ordre de la légion d'honneur
- 2018 : lauréat d'une subvention ERC Advanced Research Grant de la Commission européenne
- 2021 : nommé officier de l'ordre des Palmes académiques

## Vie privée
Il est marié et père de trois enfants. Grand-père de 4 petits enfants.